# Fatayer
Le fatayer, fata'ir, ou encore fitiir (de l'arabe : ﻓﻄﺎئر, littéralement « gaufre ») est une pâtisserie salée fourrée avec de la viande, des épinards ou du fromage. Il est issu de la cuisine levantine. Ce plat se retrouve dans la plupart des pays du Moyen-Orient (Koweït, Syrie, Palestine, Égypte, Liban, Jordanie…).